# Sven Liebhauser

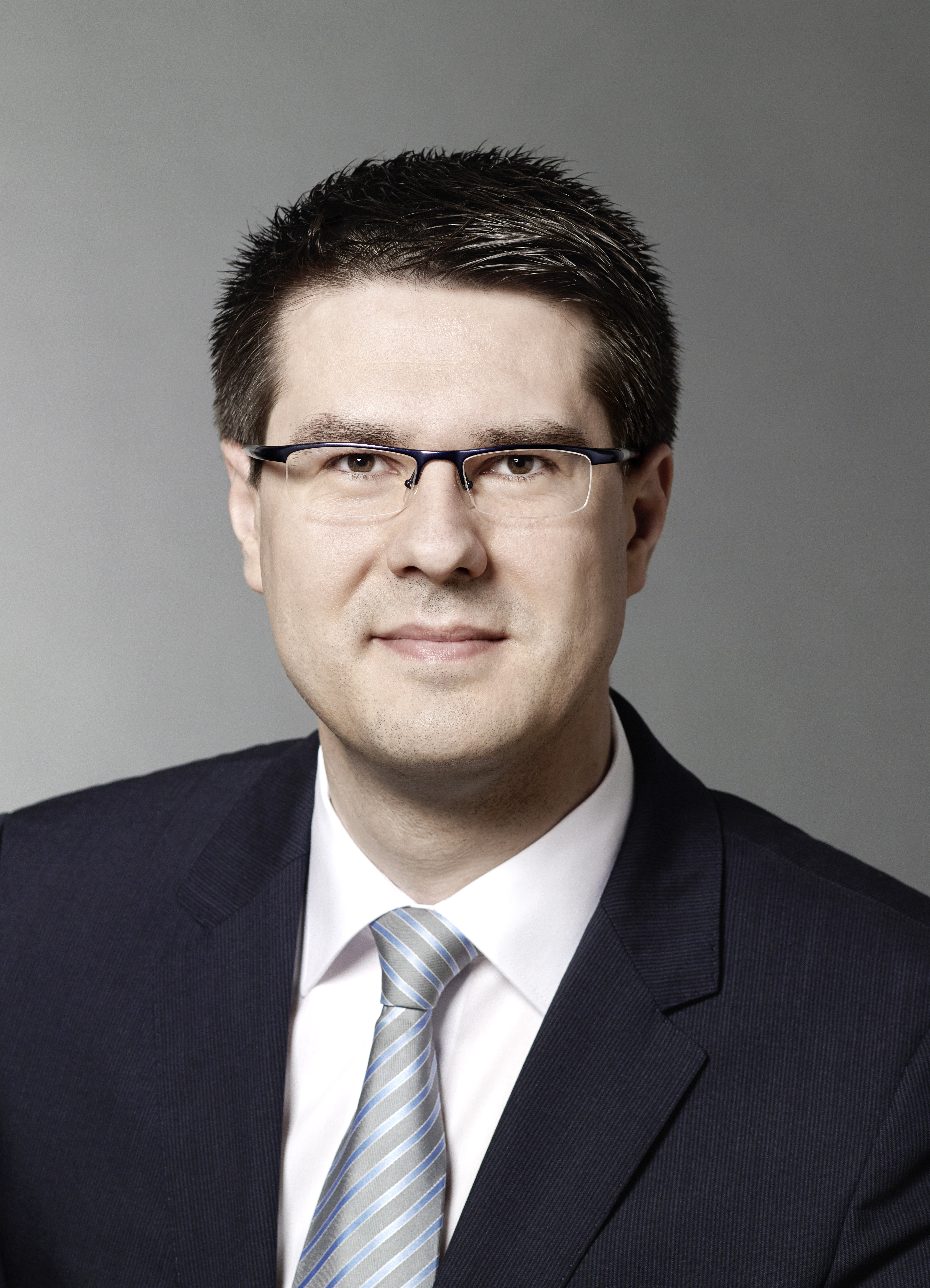
Sven Liebhauser

Sven Liebhauser (* 12. Oktober 1981 in Leisnig) ist ein deutscher Politiker (CDU) und seit 2019 Oberbürgermeister der Stadt Döbeln. Von 2009 bis 2019 war er Mitglied des Sächsischen Landtags.

## Leben
Nach Ende seiner Schulzeit 1998 erlernte Liebhauser den Beruf des Bankkaufmanns. Anschließend arbeitete er als Privatkundenbetreuer bei der HypoVereinsbank in München und Leipzig und belegte eine berufsbegleitende Weiterbildung an der Verwaltungs- und Wirtschaftsakademie in Leipzig mit Abschluss zum Betriebswirt (VWA). 2005 erwarb er die Fachhochschulreife an der Käthe-Kollwitz-Schule in Riesa. 2005 bis 2008 absolvierte er im Beamtenverhältnis auf Widerruf ein Studium der Rechtspflege an der Fachhochschule der Sächsischen Verwaltung in Meißen, das er erfolgreich abschloss. Seit November 2008 war er tätig im gehobenen Justizdienst bei der Staatsanwaltschaft Leipzig.
Liebhauser ist Mitglied der CDU und derzeit stellvertretender Stadtverbandsvorsitzender in Döbeln. Von 2017 bis 2022 war er Kreisvorsitzender der CDU Mittelsachsen.

## Politik
Seit den Kommunalwahlen in Sachsen 2004 ist er Mitglied des Stadtrates Döbeln und des Kreistages Döbeln bzw. seit den Kommunalwahlen 2008 im Kreistag Mittelsachsen. Seit 2014 ist er ehrenamtliches Aufsichtsratsmitglied der Stadtwerke Döbeln und Mitglied im Verwaltungsrat der Sparkasse Döbeln.
Bei der Landtagswahl 2009 wurde er statt Wolfgang Pfeifer durch den Döbelner Ortsverband für die Wahl zum Landtag nominiert und erlangte das Direktmandat mit 36,3 % der Stimmen im Wahlkreis Döbeln. Im Landtag war Liebhauser Mitglied im Haushalts- und Finanzausschuss sowie im Petitionsausschuss.
Liebhauser war Mitglied des Untersuchungsausschusses zu „kriminellen und korruptiven Netzwerken in Sachsen“ („Sachsensumpf“). Bei der Landtagswahl 2014 holte er im neu zugeschnittenen Wahlkreis 21 (Mittelsachsen 4) 45,0 % der Stimmen, zog erneut in den Landtag ein und wurde wieder Mitglied im Haushalts- und Finanzausschuss sowie nun stellvertretender Vorsitzender des Petitionsausschusses.
Liebhauser kandidierte 12. Juni 2022 für die Landratswahl im Landkreis Mittelsachsen und erreichte mit 30 % den zweiten Platz. Im zweiten Wahlgang am 3. Juli 2022 landete er mit 20,4 % auf dem dritten Platz.